# Ковинько, Анатолий Иванович
Анатолий Иванович Ковинько (6 мая 1939, город Полтава Полтавской области) — советский партийный деятель. Депутат Верховного Совета УССР 10-12-го созывов. Член Ревизионной комиссии КПУ в 1986 — 1991 г. Председатель Ревизионной комиссии КПУ в декабре 1988-1990 г.

## Биография
Родился в семье служащего. В 1956 — 1961 г. — студент Полтавского инженерно-строительного института.
После окончания института, в 1961 — 1965 г. — мастер, прораб, старший прораб шахтостроительного управления города Тырныауз Кабардино-Балкарской АССР; мастер треста «Жилстрой», прораб треста «Кременчугпромжилстрой» Полтавской области.
в 1965 — 1973 г. — секретарь комитета ЛКСМУ треста «Кременчугпромжилстрой» Полтавской области; 1-й секретарь Кременчугского городского комитета ЛКСМУ; 2-й, 1-й секретарь Полтавского областного комитета ЛКСМУ.
В 1966 году вступил в КПСС.
В 1973 — 1975 г. — 2-й секретарь Киевского районного комитета КПУ города Полтавы. В 1975 — 1977 г. — председатель исполнительного комитета Киевского районного совета депутатов трудящихся города Полтавы. Окончил Заочную Высшую партийную школу при ЦК КПСС.
В 1977 — 1980 г. — 1-й секретарь Комсомольского городского комитета КПУ Полтавской области.
В 1980 — 1981 г. — 1-й секретарь Полтавского городского комитета КПУ.
В 1981 — 1991 г. — 2-й секретарь Полтавского областного комитета КПУ.
С 1991 — заместитель по строительству председателя колхоза «Путь к коммунизму» (КСП «Плосковский») Решетиловского района Полтавской области. Затем работал начальником Управления организационной работы Главного управления государственной службы Украины.

## Награды
- орден Трудового Красного Знамени
- орден Знак Почета
- медали